# Grzędzice (gromada)
Grzędzice – dawna gromada, czyli najmniejsza jednostka podziału terytorialnego Polskiej Rzeczypospolitej Ludowej w latach 1954–1972.
Gromady, z gromadzkimi radami narodowymi (GRN) jako organami władzy najniższego stopnia na wsi, funkcjonowały od reformy reorganizującej administrację wiejską przeprowadzonej jesienią 1954 do momentu ich zniesienia z dniem 1 stycznia 1973, tym samym wypierając organizację gminną w latach 1954–1972.
Gromadę Grzędzice z siedzibą GRN w Grzędzicach utworzono – jako jedną z 8759 gromad na obszarze Polski – w powiecie stargardzkim w woj. szczecińskim na mocy uchwały nr V/50/54 WRN w Szczecinie z dnia 5 października 1954. W skład jednostki weszły obszary dotychczasowych gromad Grzędzice, Zieleniewo i Żarowo ze zniesionej gminy Klępino w tymże powiecie. Dla gromady ustalono 10 członków gromadzkiej rady narodowej.
1 stycznia 1962 do gromady Grzędzice włączono miejscowości Rogowo i Lubowo ze znoszonej gromady Klępino w tymże powiecie.
Gromadę zniesiono 1 stycznia 1969, a jej obszar włączono do gromad Kobylanka (miejscowości Zagość i Zieleniewo) i Stargard Szczeciński (miejscowości Bielinka, Doły, Gozdowo, Grzędzice, Grzędziczki, Kunówko, Lipnik, Lubowo, Mężyki, Rogowo, Wykopki, Zaleszcze i Żarowo) w tymże powiecie.